# Felicity Urquhart
Felicity Ann Urquhart (Tamworth, 4 maggio 1976) è una cantautrice, conduttrice televisiva e conduttrice radiofonica australiana.

## Biografia
Felicity Urquhart ha pubblicato sette album in studio tra il 1992 e il 2019, grazie ai quali ha vinto numerose Golden Guitars ai Country Music Awards of Australia. Agli ARIA Music Awards è stata candidata due volte nella categoria dedicata agli album di genere country, nel 2009 e nel 2019, grazie a Landing Lights e Frozen Rabbit. Nel 2001 ha ricevuto la medaglia del centenario dal governo australiano. Urquhart è attiva anche come conduttrice, avendo presentato il programma televisivo Sydney Weekender dal 2005 al 2009; da marzo 2010 è inoltre conduttrice radiofonica di Saturday Night Country.

## Discografia

### Album in studio
- 1992 – Felicity Urquhart
- 1995 – Follow Me
- 1999 – Nothing to Hide
- 2001 – New Shadow
- 2006 – My Life
- 2009 – Landing Lights
- 2019 – Frozen Rabbit

### EP
- 2004 – Turn Out the Light